# Dardanus brachyops
Dardanus brachyops is een tienpotigensoort uit de familie van de Diogenidae. De wetenschappelijke naam van de soort is voor het eerst geldig gepubliceerd in 1962 door Forest.